# The Red Piano Tour
Il The Red Piano Tour è un tour dell'artista britannico Elton John, iniziato il 13 febbraio 2004 al The Colosseum at Caesars Palace di Las Vegas e conclusosi improvvisamente a Barcellona nel mese di ottobre 2009.
Nonostante il nome, le date nordamericane si tennero esclusivamente a Las Vegas, sotto forma di residency show. Solo le date europee si svolsero come un tour, con il nome di The Red Piano: Live in Europe.

## Il tour
Il progetto era nato da un'idea di Elton e del fotografo David LaChapelle ed era stato subito realizzato, a partire dall'insolito colore del pianoforte: la rockstar, infatti, aveva deciso di suonare un pianoforte rosso (Red Piano) nelle date del tour (a simboleggiare il colore dell'amore); era, come al solito, accompagnato dalla Elton John Band. Lo show era caratterizzato dall'utilizzo di numerose coreografie ed effetti speciali, spesso estrosi (specie nell'ultima parte dello spettacolo, durante Saturday Night's Alright for Fighting: il pubblico delle prime file poteva addirittura salire sul palco, mentre venivano improvvisamente allestiti diversi oggetti gonfiabili e dal soffitto piovevano coriandoli e palloncini). Per molti dei brani suonati, inoltre, LaChapelle aveva realizzato dei filmini (rappresentati su un megaschermo nel momento in cui la band iniziava a suonare la canzone in questione): spesso alludevano alla carriera di Elton o alla sua vita (come quello di I'm Still Standing o di Someone Saved My Life Tonight; per Rocket Man era stato utilizzato il videoclip di This Train Don't Stop There Anymore), un richiamo all'incredibile passato della rockstar senza cadere nella nostalgia. Altre volte, i video erano rappresentativi del brano suonato (è celebre quello messo in scena durante The Bitch Is Back, rappresentante una provocatrice Pamela Anderson).
Lo spettacolo durava un'ora e mezza, ed era quindi decisamente breve rispetto ai concerti standard della superstar (che possono arrivare a durare anche tre ore): inoltre, erano messe in evidenza quasi esclusivamente le hits più famose dell'artista britannico, particolare che deludeva parecchio alcuni tra i fans più accaniti. Elton, comunque, interagiva maggiormente con il pubblico rispetto agli spettacoli "normali" e si concedeva diverse battute (famose rimangono quelle rivolte a Céline Dion). Il prezzo dei biglietti, almeno inizialmente, era molto alto (anche a causa dei costi dell'imponente scenografia): nel 2007 John aveva deciso di portare lo show anche in Europa, per festeggiare i 40 anni di carriera (si era conosciuto con Bernie Taupin nel 1967) e i propri 60 anni, ma le date del tour furono cancellate per i pochi biglietti venduti a causa del costo elevato. Nel 2008 la star ha riportato il Red Piano nel Vecchio Continente, ma ovviamente a prezzi più contenuti.

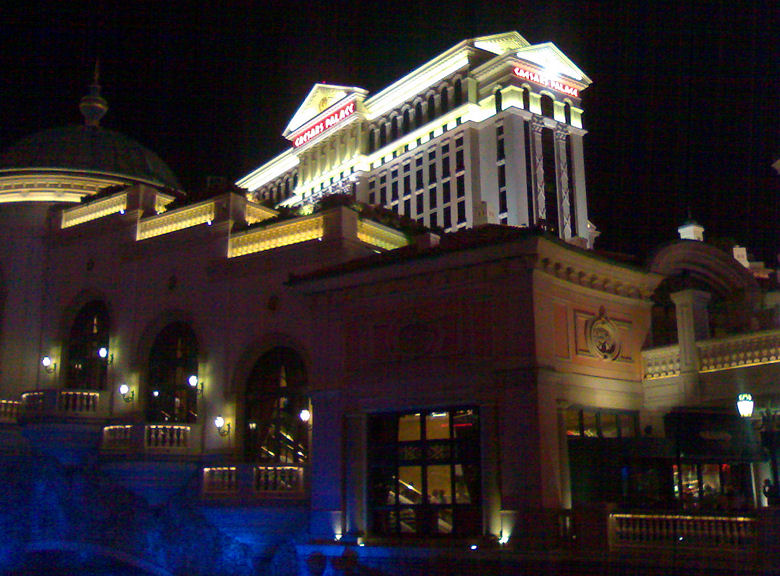
Il Caesars Palace di Las Vegas, dove Elton ha portato il suo Red Piano per 241 serate

In ogni caso, lo spettacolo è sempre stato coronato da un grande successo, nonostante il prezzo dei biglietti: a Las Vegas è stato definito "Lo show più eccitante del 2004" e "Lo show Numero Uno del 2004" (Elton è stato denominato "Il miglior performer di Las Vegas del 2004"). The Red Piano ha inoltre vinto un Award (Il meglio di Las Vegas 2005) nella categoria Migliori performers.
Il 22 aprile 2009 Elton ha effettuato il suo ultimo concerto nella metropoli del Nevada, dopo quasi sei anni di successi e soddisfazioni. Nell'ottobre del 2009, il pianista di Pinner è tornato in Europa per le date europee del tour, ma poi i concerti susseguenti lo show di Barcellona sono stati cancellati per via di un'indisposizione fisica di Elton.
A documentazione del tour è stato estratto un video concerto pubblicato nel 2008.

## L'ultima scaletta
1. Bennie and the Jets
2. Philadelphia Freedom
3. Believe
4. Daniel
5. Rocket Man
6. I Guess That's Why They Call It the Blues
7. Someone Saved My Life Tonight
8. Goodbye Yellow Brick Road
9. Nikita
10. Sorry Seems to Be the Hardest Word
11. Tiny Dancer
12. Introduzione della Elton John Band
13. Don't Let the Sun Go Down on Me
14. Candle in the Wind
15. Pinball Wizard
16. The Bitch Is Back
17. I'm Still Standing
18. Saturday Night's Alright for Fighting
19. Your Song

## Date
| Data             | Città        | Stato        | Luogo                            | Biglietti venduti/Biglietti disponibili | Incasso      |              |
| Nord America     | Nord America | Nord America | Nord America                     | Nord America                            | Nord America | Nord America |
| ---------------- | ------------ | ------------ | -------------------------------- | --------------------------------------- | ------------ | ------------ |
| 13 febbraio 2004 | Las Vegas    | Stati Uniti  | The Colosseum at Caesars Palace  | N.D.                                    | N.D.         |              |
| 14 febbraio 2004 | Las Vegas    | Stati Uniti  | The Colosseum at Caesars Palace  | N.D.                                    | N.D.         |              |
| 15 febbraio 2004 | Las Vegas    | Stati Uniti  | The Colosseum at Caesars Palace  | N.D.                                    | N.D.         |              |
| 17 febbraio 2004 | Las Vegas    | Stati Uniti  | The Colosseum at Caesars Palace  | N.D.                                    | N.D.         |              |
| 18 febbraio 2004 | Las Vegas    | Stati Uniti  | The Colosseum at Caesars Palace  | N.D.                                    | N.D.         |              |
| 20 febbraio 2004 | Las Vegas    | Stati Uniti  | The Colosseum at Caesars Palace  | N.D.                                    | N.D.         |              |
| 21 febbraio 2004 | Las Vegas    | Stati Uniti  | The Colosseum at Caesars Palace  | N.D.                                    | N.D.         |              |
| 22 febbraio 2004 | Las Vegas    | Stati Uniti  | The Colosseum at Caesars Palace  | N.D.                                    | N.D.         |              |
| 23 marzo 2004    | Las Vegas    | Stati Uniti  | The Colosseum at Caesars Palace  | N.D.                                    | N.D.         |              |
| 24 marzo 2004    | Las Vegas    | Stati Uniti  | The Colosseum at Caesars Palace  | N.D.                                    | N.D.         |              |
| 26 marzo 2004    | Las Vegas    | Stati Uniti  | The Colosseum at Caesars Palace  | N.D.                                    | N.D.         |              |
| 30 marzo 2004    | Las Vegas    | Stati Uniti  | The Colosseum at Caesars Palace  | N.D.                                    | N.D.         |              |
| 31 marzo 2004    | Las Vegas    | Stati Uniti  | The Colosseum at Caesars Palace  | N.D.                                    | N.D.         |              |
| 2 aprile 2004    | Las Vegas    | Stati Uniti  | The Colosseum at Caesars Palace  | N.D.                                    | N.D.         |              |
| 3 aprile 2004    | Las Vegas    | Stati Uniti  | The Colosseum at Caesars Palace  | N.D.                                    | N.D.         |              |
| 4 aprile 2004    | Las Vegas    | Stati Uniti  | The Colosseum at Caesars Palace  | N.D.                                    | N.D.         |              |
| 23 luglio 2004   | Las Vegas    | Stati Uniti  | The Colosseum at Caesars Palace  | N.D.                                    | N.D.         |              |
| 24 luglio 2004   | Las Vegas    | Stati Uniti  | The Colosseum at Caesars Palace  | N.D.                                    | N.D.         |              |
| 25 luglio 2004   | Las Vegas    | Stati Uniti  | The Colosseum at Caesars Palace  | N.D.                                    | N.D.         |              |
| 27 luglio 2004   | Las Vegas    | Stati Uniti  | The Colosseum at Caesars Palace  | N.D.                                    | N.D.         |              |
| 30 luglio 2004   | Las Vegas    | Stati Uniti  | The Colosseum at Caesars Palace  | N.D.                                    | N.D.         |              |
| 31 luglio 2004   | Las Vegas    | Stati Uniti  | The Colosseum at Caesars Palace  | N.D.                                    | N.D.         |              |
| 1 agosto 2004    | Las Vegas    | Stati Uniti  | The Colosseum at Caesars Palace  | N.D.                                    | N.D.         |              |
| 4 agosto 2004    | Las Vegas    | Stati Uniti  | The Colosseum at Caesars Palace  | N.D.                                    | N.D.         |              |
| 5 agosto 2004    | Las Vegas    | Stati Uniti  | The Colosseum at Caesars Palace  | N.D.                                    | N.D.         |              |
| 6 agosto 2004    | Las Vegas    | Stati Uniti  | The Colosseum at Caesars Palace  | N.D.                                    | N.D.         |              |
| 7 agosto 2004    | Las Vegas    | Stati Uniti  | The Colosseum at Caesars Palace  | N.D.                                    | N.D.         |              |
| 8 agosto 2004    | Las Vegas    | Stati Uniti  | The Colosseum at Caesars Palace  | N.D.                                    | N.D.         |              |
| 12 ottobre 2004  | Las Vegas    | Stati Uniti  | The Colosseum at Caesars Palace  | N.D.                                    | N.D.         |              |
| 13 ottobre 2004  | Las Vegas    | Stati Uniti  | The Colosseum at Caesars Palace  | N.D.                                    | N.D.         |              |
| 15 ottobre 2004  | Las Vegas    | Stati Uniti  | The Colosseum at Caesars Palace  | N.D.                                    | N.D.         |              |
| 16 ottobre 2004  | Las Vegas    | Stati Uniti  | The Colosseum at Caesars Palace  | N.D.                                    | N.D.         |              |
| 17 ottobre 2004  | Las Vegas    | Stati Uniti  | The Colosseum at Caesars Palace  | N.D.                                    | N.D.         |              |
| 19 ottobre 2004  | Las Vegas    | Stati Uniti  | The Colosseum at Caesars Palace  | N.D.                                    | N.D.         |              |
| 20 ottobre 2004  | Las Vegas    | Stati Uniti  | The Colosseum at Caesars Palace  | N.D.                                    | N.D.         |              |
| 22 ottobre 2004  | Las Vegas    | Stati Uniti  | The Colosseum at Caesars Palace  | N.D.                                    | N.D.         |              |
| 23 ottobre 2004  | Las Vegas    | Stati Uniti  | The Colosseum at Caesars Palace  | N.D.                                    | N.D.         |              |
| 24 ottobre 2004  | Las Vegas    | Stati Uniti  | The Colosseum at Caesars Palace  | N.D.                                    | N.D.         |              |
| 26 ottobre 2004  | Las Vegas    | Stati Uniti  | The Colosseum at Caesars Palace  | N.D.                                    | N.D.         |              |
| 27 ottobre 2004  | Las Vegas    | Stati Uniti  | The Colosseum at Caesars Palace  | N.D.                                    | N.D.         |              |
| 29 ottobre 2004  | Las Vegas    | Stati Uniti  | The Colosseum at Caesars Palace  | N.D.                                    | N.D.         |              |
| 30 ottobre 2004  | Las Vegas    | Stati Uniti  | The Colosseum at Caesars Palace  | N.D.                                    | N.D.         |              |
| 31 ottobre 2004  | Las Vegas    | Stati Uniti  | The Colosseum at Caesars Palace  | N.D.                                    | N.D.         |              |
| 8 febbraio 2005  | Las Vegas    | Stati Uniti  | The Colosseum at Caesars Palace  | N.D.                                    | N.D.         |              |
| 9 febbraio 2005  | Las Vegas    | Stati Uniti  | The Colosseum at Caesars Palace  | N.D.                                    | N.D.         |              |
| 11 febbraio 2005 | Las Vegas    | Stati Uniti  | The Colosseum at Caesars Palace  | N.D.                                    | N.D.         |              |
| 12 febbraio 2005 | Las Vegas    | Stati Uniti  | The Colosseum at Caesars Palace  | N.D.                                    | N.D.         |              |
| 13 febbraio 2005 | Las Vegas    | Stati Uniti  | The Colosseum at Caesars Palace  | N.D.                                    | N.D.         |              |
| 15 febbraio 2005 | Las Vegas    | Stati Uniti  | The Colosseum at Caesars Palace  | N.D.                                    | N.D.         |              |
| 16 febbraio 2005 | Las Vegas    | Stati Uniti  | The Colosseum at Caesars Palace  | N.D.                                    | N.D.         |              |
| 18 febbraio 2005 | Las Vegas    | Stati Uniti  | The Colosseum at Caesars Palace  | N.D.                                    | N.D.         |              |
| 19 febbraio 2005 | Las Vegas    | Stati Uniti  | The Colosseum at Caesars Palace  | N.D.                                    | N.D.         |              |
| 20 febbraio 2005 | Las Vegas    | Stati Uniti  | The Colosseum at Caesars Palace  | N.D.                                    | N.D.         |              |
| 22 febbraio 2005 | Las Vegas    | Stati Uniti  | The Colosseum at Caesars Palace  | N.D.                                    | N.D.         |              |
| 23 febbraio 2005 | Las Vegas    | Stati Uniti  | The Colosseum at Caesars Palace  | N.D.                                    | N.D.         |              |
| 25 febbraio 2005 | Las Vegas    | Stati Uniti  | The Colosseum at Caesars Palace  | N.D.                                    | N.D.         |              |
| 26 febbraio 2005 | Las Vegas    | Stati Uniti  | The Colosseum at Caesars Palace  | N.D.                                    | N.D.         |              |
| 29 marzo 2005    | Las Vegas    | Stati Uniti  | The Colosseum at Caesars Palace  | N.D.                                    | N.D.         |              |
| 30 marzo 2005    | Las Vegas    | Stati Uniti  | The Colosseum at Caesars Palace  | N.D.                                    | N.D.         |              |
| 1 aprile 2005    | Las Vegas    | Stati Uniti  | The Colosseum at Caesars Palace  | N.D.                                    | N.D.         |              |
| 2 aprile 2005    | Las Vegas    | Stati Uniti  | The Colosseum at Caesars Palace  | N.D.                                    | N.D.         |              |
| 3 aprile 2005    | Las Vegas    | Stati Uniti  | The Colosseum at Caesars Palace  | N.D.                                    | N.D.         |              |
| 5 aprile 2005    | Las Vegas    | Stati Uniti  | The Colosseum at Caesars Palace  | N.D.                                    | N.D.         |              |
| 6 aprile 2005    | Las Vegas    | Stati Uniti  | The Colosseum at Caesars Palace  | N.D.                                    | N.D.         |              |
| 8 aprile 2005    | Las Vegas    | Stati Uniti  | The Colosseum at Caesars Palace  | N.D.                                    | N.D.         |              |
| 9 aprile 2005    | Las Vegas    | Stati Uniti  | The Colosseum at Caesars Palace  | N.D.                                    | N.D.         |              |
| 10 aprile 2005   | Las Vegas    | Stati Uniti  | The Colosseum at Caesars Palace  | N.D.                                    | N.D.         |              |
| 26 luglio 2005   | Las Vegas    | Stati Uniti  | The Colosseum at Caesars Palace  | N.D.                                    | N.D.         |              |
| 27 luglio 2005   | Las Vegas    | Stati Uniti  | The Colosseum at Caesars Palace  | N.D.                                    | N.D.         |              |
| 29 luglio 2005   | Las Vegas    | Stati Uniti  | The Colosseum at Caesars Palace  | N.D.                                    | N.D.         |              |
| 30 luglio 2005   | Las Vegas    | Stati Uniti  | The Colosseum at Caesars Palace  | N.D.                                    | N.D.         |              |
| 31 luglio 2005   | Las Vegas    | Stati Uniti  | The Colosseum at Caesars Palace  | N.D.                                    | N.D.         |              |
| 4 ottobre 2005   | Las Vegas    | Stati Uniti  | The Colosseum at Caesars Palace  | N.D.                                    | N.D.         |              |
| 5 ottobre 2005   | Las Vegas    | Stati Uniti  | The Colosseum at Caesars Palace  | N.D.                                    | N.D.         |              |
| 7 ottobre 2005   | Las Vegas    | Stati Uniti  | The Colosseum at Caesars Palace  | N.D.                                    | N.D.         |              |
| 8 ottobre 2005   | Las Vegas    | Stati Uniti  | The Colosseum at Caesars Palace  | N.D.                                    | N.D.         |              |
| 9 ottobre 2005   | Las Vegas    | Stati Uniti  | The Colosseum at Caesars Palace  | N.D.                                    | N.D.         |              |
| 11 ottobre 2005  | Las Vegas    | Stati Uniti  | The Colosseum at Caesars Palace  | N.D.                                    | N.D.         |              |
| 12 ottobre 2005  | Las Vegas    | Stati Uniti  | The Colosseum at Caesars Palace  | N.D.                                    | N.D.         |              |
| 14 ottobre 2005  | Las Vegas    | Stati Uniti  | The Colosseum at Caesars Palace  | N.D.                                    | N.D.         |              |
| 15 ottobre 2005  | Las Vegas    | Stati Uniti  | The Colosseum at Caesars Palace  | N.D.                                    | N.D.         |              |
| 16 ottobre 2005  | Las Vegas    | Stati Uniti  | The Colosseum at Caesars Palace  | N.D.                                    | N.D.         |              |
| 18 ottobre 2005  | Las Vegas    | Stati Uniti  | The Colosseum at Caesars Palace  | N.D.                                    | N.D.         |              |
| 19 ottobre 2005  | Las Vegas    | Stati Uniti  | The Colosseum at Caesars Palace  | N.D.                                    | N.D.         |              |
| 21 ottobre 2005  | Las Vegas    | Stati Uniti  | The Colosseum at Caesars Palace  | N.D.                                    | N.D.         |              |
| 22 ottobre 2005  | Las Vegas    | Stati Uniti  | The Colosseum at Caesars Palace  | N.D.                                    | N.D.         |              |
| 23 ottobre 2005  | Las Vegas    | Stati Uniti  | The Colosseum at Caesars Palace  | N.D.                                    | N.D.         |              |
| 31 gennaio 2006  | Las Vegas    | Stati Uniti  | The Colosseum at Caesars Palace  | N.D.                                    | N.D.         |              |
| 1 febbraio 2006  | Las Vegas    | Stati Uniti  | The Colosseum at Caesars Palace  | N.D.                                    | N.D.         |              |
| 3 febbraio 2006  | Las Vegas    | Stati Uniti  | The Colosseum at Caesars Palace  | N.D.                                    | N.D.         |              |
| 4 febbraio 2006  | Las Vegas    | Stati Uniti  | The Colosseum at Caesars Palace  | N.D.                                    | N.D.         |              |
| 7 febbraio 2006  | Las Vegas    | Stati Uniti  | The Colosseum at Caesars Palace  | N.D.                                    | N.D.         |              |
| 10 febbraio 2006 | Las Vegas    | Stati Uniti  | The Colosseum at Caesars Palace  | N.D.                                    | N.D.         |              |
| 11 febbraio 2006 | Las Vegas    | Stati Uniti  | The Colosseum at Caesars Palace  | N.D.                                    | N.D.         |              |
| 12 febbraio 2006 | Las Vegas    | Stati Uniti  | The Colosseum at Caesars Palace  | N.D.                                    | N.D.         |              |
| 14 febbraio 2006 | Las Vegas    | Stati Uniti  | The Colosseum at Caesars Palace  | N.D.                                    | N.D.         |              |
| 15 febbraio 2006 | Las Vegas    | Stati Uniti  | The Colosseum at Caesars Palace  | N.D.                                    | N.D.         |              |
| 17 febbraio 2006 | Las Vegas    | Stati Uniti  | The Colosseum at Caesars Palace  | N.D.                                    | N.D.         |              |
| 18 febbraio 2006 | Las Vegas    | Stati Uniti  | The Colosseum at Caesars Palace  | N.D.                                    | N.D.         |              |
| 19 febbraio 2006 | Las Vegas    | Stati Uniti  | The Colosseum at Caesars Palace  | N.D.                                    | N.D.         |              |
| 28 marzo 2006    | Las Vegas    | Stati Uniti  | The Colosseum at Caesars Palace  | N.D.                                    | N.D.         |              |
| 29 marzo 2006    | Las Vegas    | Stati Uniti  | The Colosseum at Caesars Palace  | N.D.                                    | N.D.         |              |
| 31 marzo 2006    | Las Vegas    | Stati Uniti  | The Colosseum at Caesars Palace  | N.D.                                    | N.D.         |              |
| 1 aprile 2006    | Las Vegas    | Stati Uniti  | The Colosseum at Caesars Palace  | N.D.                                    | N.D.         |              |
| 2 aprile 2006    | Las Vegas    | Stati Uniti  | The Colosseum at Caesars Palace  | N.D.                                    | N.D.         |              |
| 4 aprile 2006    | Las Vegas    | Stati Uniti  | The Colosseum at Caesars Palace  | N.D.                                    | N.D.         |              |
| 5 aprile 2006    | Las Vegas    | Stati Uniti  | The Colosseum at Caesars Palace  | N.D.                                    | N.D.         |              |
| 7 aprile 2006    | Las Vegas    | Stati Uniti  | The Colosseum at Caesars Palace  | N.D.                                    | N.D.         |              |
| 8 aprile 2006    | Las Vegas    | Stati Uniti  | The Colosseum at Caesars Palace  | N.D.                                    | N.D.         |              |
| 9 aprile 2006    | Las Vegas    | Stati Uniti  | The Colosseum at Caesars Palace  | N.D.                                    | N.D.         |              |
| 11 luglio 2006   | Las Vegas    | Stati Uniti  | The Colosseum at Caesars Palace  | N.D.                                    | N.D.         |              |
| 12 luglio 2006   | Las Vegas    | Stati Uniti  | The Colosseum at Caesars Palace  | N.D.                                    | N.D.         |              |
| 14 luglio 2006   | Las Vegas    | Stati Uniti  | The Colosseum at Caesars Palace  | N.D.                                    | N.D.         |              |
| 15 luglio 2006   | Las Vegas    | Stati Uniti  | The Colosseum at Caesars Palace  | N.D.                                    | N.D.         |              |
| 18 luglio 2006   | Las Vegas    | Stati Uniti  | The Colosseum at Caesars Palace  | N.D.                                    | N.D.         |              |
| 19 luglio 2006   | Las Vegas    | Stati Uniti  | The Colosseum at Caesars Palace  | N.D.                                    | N.D.         |              |
| 21 luglio 2006   | Las Vegas    | Stati Uniti  | The Colosseum at Caesars Palace  | N.D.                                    | N.D.         |              |
| 22 luglio 2006   | Las Vegas    | Stati Uniti  | The Colosseum at Caesars Palace  | N.D.                                    | N.D.         |              |
| 23 luglio 2006   | Las Vegas    | Stati Uniti  | The Colosseum at Caesars Palace  | N.D.                                    | N.D.         |              |
| 25 luglio 2006   | Las Vegas    | Stati Uniti  | The Colosseum at Caesars Palace  | N.D.                                    | N.D.         |              |
| 26 luglio 2006   | Las Vegas    | Stati Uniti  | The Colosseum at Caesars Palace  | N.D.                                    | N.D.         |              |
| 28 luglio 2006   | Las Vegas    | Stati Uniti  | The Colosseum at Caesars Palace  | N.D.                                    | N.D.         |              |
| 29 luglio 2006   | Las Vegas    | Stati Uniti  | The Colosseum at Caesars Palace  | N.D.                                    | N.D.         |              |
| 30 luglio 2006   | Las Vegas    | Stati Uniti  | The Colosseum at Caesars Palace  | N.D.                                    | N.D.         |              |
| 10 ottobre 2006  | Las Vegas    | Stati Uniti  | The Colosseum at Caesars Palace  | N.D.                                    | N.D.         |              |
| 11 ottobre 2006  | Las Vegas    | Stati Uniti  | The Colosseum at Caesars Palace  | N.D.                                    | N.D.         |              |
| 13 ottobre 2006  | Las Vegas    | Stati Uniti  | The Colosseum at Caesars Palace  | N.D.                                    | N.D.         |              |
| 14 ottobre 2006  | Las Vegas    | Stati Uniti  | The Colosseum at Caesars Palace  | N.D.                                    | N.D.         |              |
| 15 ottobre 2006  | Las Vegas    | Stati Uniti  | The Colosseum at Caesars Palace  | N.D.                                    | N.D.         |              |
| 17 ottobre 2006  | Las Vegas    | Stati Uniti  | The Colosseum at Caesars Palace  | N.D.                                    | N.D.         |              |
| 18 ottobre 2006  | Las Vegas    | Stati Uniti  | The Colosseum at Caesars Palace  | N.D.                                    | N.D.         |              |
| 20 ottobre 2006  | Las Vegas    | Stati Uniti  | The Colosseum at Caesars Palace  | N.D.                                    | N.D.         |              |
| 21 ottobre 2006  | Las Vegas    | Stati Uniti  | The Colosseum at Caesars Palace  | N.D.                                    | N.D.         |              |
| 22 ottobre 2006  | Las Vegas    | Stati Uniti  | The Colosseum at Caesars Palace  | N.D.                                    | N.D.         |              |
| 30 gennaio 2007  | Las Vegas    | Stati Uniti  | The Colosseum at Caesars Palace  | N.D.                                    | N.D.         |              |
| 31 gennaio 2007  | Las Vegas    | Stati Uniti  | The Colosseum at Caesars Palace  | N.D.                                    | N.D.         |              |
| 2 febbraio 2007  | Las Vegas    | Stati Uniti  | The Colosseum at Caesars Palace  | N.D.                                    | N.D.         |              |
| 3 febbraio 2007  | Las Vegas    | Stati Uniti  | The Colosseum at Caesars Palace  | N.D.                                    | N.D.         |              |
| 6 febbraio 2007  | Las Vegas    | Stati Uniti  | The Colosseum at Caesars Palace  | N.D.                                    | N.D.         |              |
| 7 febbraio 2007  | Las Vegas    | Stati Uniti  | The Colosseum at Caesars Palace  | N.D.                                    | N.D.         |              |
| 9 febbraio 2007  | Las Vegas    | Stati Uniti  | The Colosseum at Caesars Palace  | N.D.                                    | N.D.         |              |
| 10 febbraio 2007 | Las Vegas    | Stati Uniti  | The Colosseum at Caesars Palace  | N.D.                                    | N.D.         |              |
| 11 febbraio 2007 | Las Vegas    | Stati Uniti  | The Colosseum at Caesars Palace  | N.D.                                    | N.D.         |              |
| 13 febbraio 2007 | Las Vegas    | Stati Uniti  | The Colosseum at Caesars Palace  | N.D.                                    | N.D.         |              |
| 14 febbraio 2007 | Las Vegas    | Stati Uniti  | The Colosseum at Caesars Palace  | N.D.                                    | N.D.         |              |
| 17 febbraio 2007 | Las Vegas    | Stati Uniti  | The Colosseum at Caesars Palace  | N.D.                                    | N.D.         |              |
| 27 marzo 2007    | Las Vegas    | Stati Uniti  | The Colosseum at Caesars Palace  | N.D.                                    | N.D.         |              |
| 28 marzo 2007    | Las Vegas    | Stati Uniti  | The Colosseum at Caesars Palace  | N.D.                                    | N.D.         |              |
| 30 marzo 2007    | Las Vegas    | Stati Uniti  | The Colosseum at Caesars Palace  | N.D.                                    | N.D.         |              |
| 31 marzo 2007    | Las Vegas    | Stati Uniti  | The Colosseum at Caesars Palace  | N.D.                                    | N.D.         |              |
| 3 aprile 2007    | Las Vegas    | Stati Uniti  | The Colosseum at Caesars Palace  | N.D.                                    | N.D.         |              |
| 6 aprile 2007    | Las Vegas    | Stati Uniti  | The Colosseum at Caesars Palace  | N.D.                                    | N.D.         |              |
| 7 aprile 2007    | Las Vegas    | Stati Uniti  | The Colosseum at Caesars Palace  | N.D.                                    | N.D.         |              |
| 10 aprile 2007   | Las Vegas    | Stati Uniti  | The Colosseum at Caesars Palace  | N.D.                                    | N.D.         |              |
| 8 maggio 2007    | Las Vegas    | Stati Uniti  | The Colosseum at Caesars Palace  | N.D.                                    | N.D.         |              |
| 9 maggio 2007    | Las Vegas    | Stati Uniti  | The Colosseum at Caesars Palace  | N.D.                                    | N.D.         |              |
| 11 maggio 2007   | Las Vegas    | Stati Uniti  | The Colosseum at Caesars Palace  | N.D.                                    | N.D.         |              |
| 12 maggio 2007   | Las Vegas    | Stati Uniti  | The Colosseum at Caesars Palace  | N.D.                                    | N.D.         |              |
| 13 maggio 2007   | Las Vegas    | Stati Uniti  | The Colosseum at Caesars Palace  | N.D.                                    | N.D.         |              |
| Europa           | Las Vegas    | Stati Uniti  | The Colosseum at Caesars Palace  |                                         |              |              |
| 5 settembre 2007 | Londra       | Regno Unito  | The O2 Arena                     | N.D.                                    | N.D.         |              |
| Nord America     |              |              |                                  |                                         |              |              |
| 16 ottobre 2007  | Las Vegas    | Stati Uniti  | The Colosseum at Caesars Palace  | N.D.                                    | N.D.         |              |
| 18 ottobre 2007  | Las Vegas    | Stati Uniti  | The Colosseum at Caesars Palace  | N.D.                                    | N.D.         |              |
| 19 ottobre 2007  | Las Vegas    | Stati Uniti  | The Colosseum at Caesars Palace  | N.D.                                    | N.D.         |              |
| 20 ottobre 2007  | Las Vegas    | Stati Uniti  | The Colosseum at Caesars Palace  | N.D.                                    | N.D.         |              |
| 22 ottobre 2007  | Las Vegas    | Stati Uniti  | The Colosseum at Caesars Palace  | N.D.                                    | N.D.         |              |
| 25 ottobre 2007  | Las Vegas    | Stati Uniti  | The Colosseum at Caesars Palace  | N.D.                                    | N.D.         |              |
| 26 ottobre 2007  | Las Vegas    | Stati Uniti  | The Colosseum at Caesars Palace  | N.D.                                    | N.D.         |              |
| 27 ottobre 2007  | Las Vegas    | Stati Uniti  | The Colosseum at Caesars Palace  | N.D.                                    | N.D.         |              |
| 29 ottobre 2007  | Las Vegas    | Stati Uniti  | The Colosseum at Caesars Palace  | N.D.                                    | N.D.         |              |
| 30 ottobre 2007  | Las Vegas    | Stati Uniti  | The Colosseum at Caesars Palace  | N.D.                                    | N.D.         |              |
| 2 novembre 2007  | Las Vegas    | Stati Uniti  | The Colosseum at Caesars Palace  | N.D.                                    | N.D.         |              |
| 3 novembre 2007  | Las Vegas    | Stati Uniti  | The Colosseum at Caesars Palace  | N.D.                                    | N.D.         |              |
| 5 novembre 2007  | Las Vegas    | Stati Uniti  | The Colosseum at Caesars Palace  | N.D.                                    | N.D.         |              |
| 19 marzo 2008    | Las Vegas    | Stati Uniti  | The Colosseum at Caesars Palace  | N.D.                                    | N.D.         |              |
| 21 marzo 2008    | Las Vegas    | Stati Uniti  | The Colosseum at Caesars Palace  | N.D.                                    | N.D.         |              |
| 22 marzo 2008    | Las Vegas    | Stati Uniti  | The Colosseum at Caesars Palace  | N.D.                                    | N.D.         |              |
| 24 marzo 2008    | Las Vegas    | Stati Uniti  | The Colosseum at Caesars Palace  | N.D.                                    | N.D.         |              |
| 25 marzo 2008    | Las Vegas    | Stati Uniti  | The Colosseum at Caesars Palace  | N.D.                                    | N.D.         |              |
| 26 marzo 2008    | Las Vegas    | Stati Uniti  | The Colosseum at Caesars Palace  | N.D.                                    | N.D.         |              |
| 28 marzo 2008    | Las Vegas    | Stati Uniti  | The Colosseum at Caesars Palace  | N.D.                                    | N.D.         |              |
| 29 marzo 2008    | Las Vegas    | Stati Uniti  | The Colosseum at Caesars Palace  | N.D.                                    | N.D.         |              |
| 31 marzo 2008    | Las Vegas    | Stati Uniti  | The Colosseum at Caesars Palace  | N.D.                                    | N.D.         |              |
| 1 aprile 2008    | Las Vegas    | Stati Uniti  | The Colosseum at Caesars Palace  | N.D.                                    | N.D.         |              |
| 2 aprile 2008    | Las Vegas    | Stati Uniti  | The Colosseum at Caesars Palace  | N.D.                                    | N.D.         |              |
| 4 aprile 2008    | Las Vegas    | Stati Uniti  | The Colosseum at Caesars Palace  | N.D.                                    | N.D.         |              |
| 5 aprile 2008    | Las Vegas    | Stati Uniti  | The Colosseum at Caesars Palace  | N.D.                                    | N.D.         |              |
| 6 aprile 2008    | Las Vegas    | Stati Uniti  | The Colosseum at Caesars Palace  | N.D.                                    | N.D.         |              |
| 3 giugno 2008    | Las Vegas    | Stati Uniti  | The Colosseum at Caesars Palace  | N.D.                                    | N.D.         |              |
| 4 giugno 2008    | Las Vegas    | Stati Uniti  | The Colosseum at Caesars Palace  | N.D.                                    | N.D.         |              |
| 6 giugno 2008    | Las Vegas    | Stati Uniti  | The Colosseum at Caesars Palace  | N.D.                                    | N.D.         |              |
| 7 giugno 2008    | Las Vegas    | Stati Uniti  | The Colosseum at Caesars Palace  | N.D.                                    | N.D.         |              |
| 9 giugno 2008    | Las Vegas    | Stati Uniti  | The Colosseum at Caesars Palace  | N.D.                                    | N.D.         |              |
| 10 giugno 2008   | Las Vegas    | Stati Uniti  | The Colosseum at Caesars Palace  | N.D.                                    | N.D.         |              |
| 11 giugno 2008   | Las Vegas    | Stati Uniti  | The Colosseum at Caesars Palace  | N.D.                                    | N.D.         |              |
| 13 giugno 2008   | Las Vegas    | Stati Uniti  | The Colosseum at Caesars Palace  | N.D.                                    | N.D.         |              |
| 14 giugno 2008   | Las Vegas    | Stati Uniti  | The Colosseum at Caesars Palace  | N.D.                                    | N.D.         |              |
| 16 giugno 2008   | Las Vegas    | Stati Uniti  | The Colosseum at Caesars Palace  | N.D.                                    | N.D.         |              |
| 17 giugno 2008   | Las Vegas    | Stati Uniti  | The Colosseum at Caesars Palace  | N.D.                                    | N.D.         |              |
| 18 giugno 2008   | Las Vegas    | Stati Uniti  | The Colosseum at Caesars Palace  | N.D.                                    | N.D.         |              |
| 20 giugno 2008   | Las Vegas    | Stati Uniti  | The Colosseum at Caesars Palace  | N.D.                                    | N.D.         |              |
| 21 giugno 2008   | Las Vegas    | Stati Uniti  | The Colosseum at Caesars Palace  | N.D.                                    | N.D.         |              |
| 22 giugno 2008   | Las Vegas    | Stati Uniti  | The Colosseum at Caesars Palace  | N.D.                                    | N.D.         |              |
| 23 luglio 2008   | Las Vegas    | Stati Uniti  | The Colosseum at Caesars Palace  | N.D.                                    | N.D.         |              |
| 24 luglio 2008   | Las Vegas    | Stati Uniti  | The Colosseum at Caesars Palace  | N.D.                                    | N.D.         |              |
| 25 luglio 2008   | Las Vegas    | Stati Uniti  | The Colosseum at Caesars Palace  | N.D.                                    | N.D.         |              |
| 26 luglio 2008   | Las Vegas    | Stati Uniti  | The Colosseum at Caesars Palace  | N.D.                                    | N.D.         |              |
| 30 luglio 2008   | Las Vegas    | Stati Uniti  | The Colosseum at Caesars Palace  | N.D.                                    | N.D.         |              |
| 31 luglio 2008   | Las Vegas    | Stati Uniti  | The Colosseum at Caesars Palace  | N.D.                                    | N.D.         |              |
| 1 agosto 2008    | Las Vegas    | Stati Uniti  | The Colosseum at Caesars Palace  | N.D.                                    | N.D.         |              |
| 2 agosto 2008    | Las Vegas    | Stati Uniti  | The Colosseum at Caesars Palace  | N.D.                                    | N.D.         |              |
| 22 ottobre 2008  | Las Vegas    | Stati Uniti  | The Colosseum at Caesars Palace  | N.D.                                    | N.D.         |              |
| 23 ottobre 2008  | Las Vegas    | Stati Uniti  | The Colosseum at Caesars Palace  | N.D.                                    | N.D.         |              |
| 24 ottobre 2008  | Las Vegas    | Stati Uniti  | The Colosseum at Caesars Palace  | N.D.                                    | N.D.         |              |
| 25 ottobre 2008  | Las Vegas    | Stati Uniti  | The Colosseum at Caesars Palace  | N.D.                                    | N.D.         |              |
| 29 ottobre 2008  | Las Vegas    | Stati Uniti  | The Colosseum at Caesars Palace  | N.D.                                    | N.D.         |              |
| 30 ottobre 2008  | Las Vegas    | Stati Uniti  | The Colosseum at Caesars Palace  | N.D.                                    | N.D.         |              |
| 31 ottobre 2008  | Las Vegas    | Stati Uniti  | The Colosseum at Caesars Palace  | N.D.                                    | N.D.         |              |
| 1 novembre 2008  | Las Vegas    | Stati Uniti  | The Colosseum at Caesars Palace  | N.D.                                    | N.D.         |              |
| 3 novembre 2008  | Las Vegas    | Stati Uniti  | The Colosseum at Caesars Palace  | N.D.                                    | N.D.         |              |
| 6 novembre 2008  | Las Vegas    | Stati Uniti  | The Colosseum at Caesars Palace  | N.D.                                    | N.D.         |              |
| 7 novembre 2008  | Las Vegas    | Stati Uniti  | The Colosseum at Caesars Palace  | N.D.                                    | N.D.         |              |
| 8 novembre 2008  | Las Vegas    | Stati Uniti  | The Colosseum at Caesars Palace  | N.D.                                    | N.D.         |              |
| 9 novembre 2008  | Las Vegas    | Stati Uniti  | The Colosseum at Caesars Palace  | N.D.                                    | N.D.         |              |
| Europa           | Las Vegas    | Stati Uniti  | The Colosseum at Caesars Palace  |                                         |              |              |
| 19 novembre 2008 | Birmingham   | Regno Unito  | National Indoor Arena            | N.D.                                    | N.D.         |              |
| 22 novembre 2008 | Monaco       | Germania     | Olympiahalle                     | N.D.                                    | N.D.         |              |
| 24 novembre 2008 | Amburgo      | Germania     | Color Line Arena                 | N.D.                                    | N.D.         |              |
| 26 novembre 2008 | Colonia      | Germania     | Kölnarena                        | N.D.                                    | N.D.         |              |
| 29 novembre 2008 | Copenaghen   | Danimarca    | Parken Stadium                   | N.D.                                    | N.D.         |              |
| 4 dicembre 2008  | Stoccolma    | Svezia       | Globe Arena                      | N.D.                                    | N.D.         |              |
| 5 dicembre 2008  | Oslo         | Norvegia     | Oslo Spektrum                    | N.D.                                    | N.D.         |              |
| 9 dicembre 2008  | Parigi       | Francia      | Palais Omnisports de Paris-Bercy | N.D.                                    | N.D.         |              |
| 11 dicembre 2008 | Berlino      | Germania     | Mercedes-Benz Arena              | N.D.                                    | N.D.         |              |
| 13 dicembre 2008 | Londra       | Regno Unito  | The O2 Arena                     | N.D.                                    | N.D.         |              |
| 16 dicembre 2008 | Birmingham   | Regno Unito  | National Indoor Arena            | N.D.                                    | N.D.         |              |
| 17 dicembre 2008 | Liverpool    | Regno Unito  | Echo Arena Liverpool             | N.D.                                    | N.D.         |              |
| 18 dicembre 2008 | Liverpool    | Regno Unito  | Echo Arena Liverpool             | N.D.                                    | N.D.         |              |
| 20 dicembre 2008 | Manchester   | Regno Unito  | Manchester Evening News Arena    | N.D.                                    | N.D.         |              |
| 21 dicembre 2008 | Manchester   | Regno Unito  | Manchester Evening News Arena    | N.D.                                    | N.D.         |              |
| 31 dicembre 2008 | Londra       | Regno Unito  | The O2 Arena                     | N.D.                                    | N.D.         |              |
| Nord America     |              |              |                                  |                                         |              |              |
| 3 febbraio 2009  | Las Vegas    | Stati Uniti  | The Colosseum at Caesars Palace  | N.D.                                    | N.D.         |              |
| 4 febbraio 2009  | Las Vegas    | Stati Uniti  | The Colosseum at Caesars Palace  | N.D.                                    | N.D.         |              |
| 6 febbraio 2009  | Las Vegas    | Stati Uniti  | The Colosseum at Caesars Palace  | N.D.                                    | N.D.         |              |
| 7 febbraio 2009  | Las Vegas    | Stati Uniti  | The Colosseum at Caesars Palace  | N.D.                                    | N.D.         |              |
| 8 febbraio 2009  | Las Vegas    | Stati Uniti  | The Colosseum at Caesars Palace  | N.D.                                    | N.D.         |              |
| 10 febbraio 2009 | Las Vegas    | Stati Uniti  | The Colosseum at Caesars Palace  | N.D.                                    | N.D.         |              |
| 11 febbraio 2009 | Las Vegas    | Stati Uniti  | The Colosseum at Caesars Palace  | N.D.                                    | N.D.         |              |
| 13 febbraio 2009 | Las Vegas    | Stati Uniti  | The Colosseum at Caesars Palace  | N.D.                                    | N.D.         |              |
| 14 febbraio 2009 | Las Vegas    | Stati Uniti  | The Colosseum at Caesars Palace  | N.D.                                    | N.D.         |              |
| 15 febbraio 2009 | Las Vegas    | Stati Uniti  | The Colosseum at Caesars Palace  | N.D.                                    | N.D.         | N.D.         |
| 8 marzo 2009     | Las Vegas    | Stati Uniti  | The Colosseum at Caesars Palace  | N.D.                                    | N.D.         |              |
| 10 marzo 2009    | Las Vegas    | Stati Uniti  | The Colosseum at Caesars Palace  | N.D.                                    | N.D.         |              |
| 11 marzo 2009    | Las Vegas    | Stati Uniti  | The Colosseum at Caesars Palace  | N.D.                                    | N.D.         |              |
| 12 marzo 2009    | Las Vegas    | Stati Uniti  | The Colosseum at Caesars Palace  | N.D.                                    | N.D.         |              |
| 14 marzo 2009    | Las Vegas    | Stati Uniti  | The Colosseum at Caesars Palace  | N.D.                                    | N.D.         |              |
| 15 marzo 2009    | Las Vegas    | Stati Uniti  | The Colosseum at Caesars Palace  | N.D.                                    | N.D.         |              |
| 16 marzo 2009    | Las Vegas    | Stati Uniti  | The Colosseum at Caesars Palace  | N.D.                                    | N.D.         |              |
| 18 marzo 2009    | Las Vegas    | Stati Uniti  | The Colosseum at Caesars Palace  | N.D.                                    | N.D.         |              |
| 19 marzo 2009    | Las Vegas    | Stati Uniti  | The Colosseum at Caesars Palace  | N.D.                                    | N.D.         |              |
| 21 marzo 2009    | Las Vegas    | Stati Uniti  | The Colosseum at Caesars Palace  | N.D.                                    | N.D.         |              |
| 22 marzo 2009    | Las Vegas    | Stati Uniti  | The Colosseum at Caesars Palace  | N.D.                                    | N.D.         |              |
| Europa           |              |              |                                  |                                         |              |              |
| 7 ottobre 2009   | Mosca        | Russia       | Olimpiyskiy                      | N.D.                                    | N.D.         |              |
| 10 ottobre 2009  | Helsinki     | Finlandia    | Hartwall Areena                  | N.D.                                    | N.D.         |              |
| 13 ottobre 2009  | Anversa      | Belgio       | Sportpaleis                      | N.D.                                    | N.D.         |              |
| 15 ottobre 2009  | Düsseldorf   | Germania     | ISS Dome                         | N.D.                                    | N.D.         |              |
| 16 ottobre 2009  | Zurigo       | Svizzera     | Hallenstadion                    | N.D.                                    | N.D.         |              |
| 17 ottobre 2009  | Rotterdam    | Paesi Bassi  | Ahoy Rotterdam                   | N.D.                                    | N.D.         |              |
| 20 ottobre 2009  | Barcellona   | Spagna       | Palau Sant Jordi                 | N.D.                                    | N.D.         |              |

## Cancellazioni e spostamenti
| Data             | Città               | Stato        | Luogo                           | Motivo                                                       |              |              |
| Nord America     | Nord America        | Nord America | Nord America                    | Nord America                                                 | Nord America | Nord America |
| ---------------- | ------------------- | ------------ | ------------------------------- | ------------------------------------------------------------ | ------------ | ------------ |
| 16 febbraio 2006 | Las Vegas           | Stati Uniti  | The Colosseum at Caesars Palace | Motivi sconosciuti                                           |              |              |
| 30 luglio 2006   | Las Vegas           | Stati Uniti  | The Colosseum at Caesars Palace | Motivi sconosciuti                                           |              |              |
| 1 aprile 2007    | Las Vegas           | Stati Uniti  | The Colosseum at Caesars Palace | Motivi sconosciuti                                           |              |              |
| 4 aprile 2007    | Las Vegas           | Stati Uniti  | The Colosseum at Caesars Palace | Motivi sconosciuti                                           |              |              |
| 8 aprile 2007    | Las Vegas           | Stati Uniti  | The Colosseum at Caesars Palace | Motivi sconosciuti                                           |              |              |
| Europa           |                     |              |                                 |                                                              |              |              |
| 18 maggio 2007   | Siviglia            | Spagna       | Plaza de España                 | Cancellati a causa dell'eccessivo costo dei biglietti        |              |              |
| 20 maggio 2007   | Vitoria             | Spagna       | Plaza de Toros                  | Cancellati a causa dell'eccessivo costo dei biglietti        |              |              |
| 29 maggio 2007   | Versailles          | Francia      | Reggia di Versailles            | Cancellati a causa dell'eccessivo costo dei biglietti        |              |              |
| 5 giugno 2007    | Venezia             | Italia       | Piazza San Marco                | Cancellati a causa dell'eccessivo costo dei biglietti        |              |              |
| 6 giugno 2007    | Venezia             | Italia       | Piazza San Marco                | Cancellati a causa dell'eccessivo costo dei biglietti        |              |              |
| 22 giugno 2007   | Berlino             | Germania     | Porta di Brandeburgo            | Spostato all'11 dicembre 2008, nella Mercedes-Benz Arena     |              |              |
| 3 luglio 2007    | Mosca               | Russia       | Municipio di Crocus             | Cancellato a causa dell'eccessivo costo dei biglietti        |              |              |
| 1 dicembre 2008  | Helsinki            | Finlandia    | Hartwall Arena                  | Spostato al 10 ottobre 2009                                  |              |              |
| 23 ottobre 2009  | Sheffield           | Regno Unito  | Sheffield Arena                 | Cancellati a causa di un'indisposizione fisica di Elton John |              |              |
| 24 ottobre 2009  | Newcastle upon Tyne | Regno Unito  | Metro Radio Arena               | Cancellati a causa di un'indisposizione fisica di Elton John |              |              |
| 27 ottobre 2009  | Londra              | Regno Unito  | Wembley Arena                   | Cancellati a causa di un'indisposizione fisica di Elton John |              |              |
| 28 ottobre 2009  | Liverpool           | Regno Unito  | Echo Arena                      | Cancellati a causa di un'indisposizione fisica di Elton John |              |              |
| 30 ottobre 2009  | Dublino             | Irlanda      | O2 Dublin                       | Cancellati a causa di un'indisposizione fisica di Elton John |              |              |